# Lijst van Alarmschijven in 2017
Deze hits waren in 2017 Alarmschijf op Radio 538:
| Nr.  | Datum        | Artiest                                                           | Titel                              | Hoogste positie in Top 40 |
| ---- | ------------ | ----------------------------------------------------------------- | ---------------------------------- | ------------------------- |
| 2435 | 7 januari    | James TW                                                          | When You Love Someone              | 24                        |
| 2436 | 14 januari   | Armin van Buuren & Garibay ft. Olaf Blackwood                     | I Need You                         | 13                        |
| 2437 | 21 januari   | The Chainsmokers                                                  | Paris                              | 4                         |
| 2438 | 28 januari   | Sia                                                               | Never Give Up                      | 22                        |
| 2439 | 4 februari   | Rag'n'Bone Man                                                    | Skin                               | 18                        |
| 2440 | 11 februari  | JP Cooper                                                         | September Song                     | 13                        |
| 2441 | 18 februari  | Katy Perry                                                        | Chained to the Rhythm              | 6                         |
| 2442 | 25 februari  | Maroon 5 ft. Future                                               | Cold                               | 26                        |
| 2443 | 4 maart      | The Chainsmokers & Coldplay                                       | Something Just Like This           | 4                         |
| 2444 | 11 maart     | Calvin Harris ft. Frank Ocean & Migos                             | Slide                              | 10                        |
| 2445 | 18 maart     | AJR                                                               | Weak                               | 5                         |
| 2446 | 25 maart     | Clean Bandit & Zara Larsson                                       | Symphony                           | 3                         |
| 2447 | 1 april      | Jason Derulo ft. Nicki Minaj & Ty Dolla Sign                      | Swalla                             | 6                         |
| 2448 | 8 april      | Drake                                                             | Passionfruit                       | 13                        |
| 2449 | 15 april     | Anne-Marie                                                        | Ciao Adios                         | 4                         |
| 2450 | 22 april     | Ed Sheeran                                                        | Galway Girl                        | 7                         |
| 2451 | 29 april     | Shawn Mendes                                                      | There's Nothing Holdin' Me Back    | 4                         |
| 2452 | 6 mei        | Afrojack & David Guetta ft. Ester Dean                            | Another Life                       | 28                        |
| 2453 | 13 mei       | DJ Khaled ft. Justin Bieber, Quavo, Chance The Rapper & Lil Wayne | I'm the One                        | 2                         |
| 2454 | 20 mei       | Niall Horan                                                       | Slow Hands                         | 13                        |
| 2455 | 27 mei       | Miley Cyrus                                                       | Malibu                             | 12                        |
| 2456 | 3 juni       | Rita Ora                                                          | Your Song                          | 18                        |
| 2457 | 10 juni      | Martin Garrix & Troye Sivan                                       | There for You                      | 11                        |
| 2458 | 17 juni      | David Guetta ft. Justin Bieber                                    | 2U                                 | 2                         |
| 2459 | 24 juni      | Armin van Buuren ft. Josh Cumbee                                  | Sunny Days                         | 4                         |
| 2460 | 1 juli       | DJ Khaled ft. Rihanna & Bryson Tiller                             | Wild Thoughts                      | 6                         |
| 2461 | 8 juli       | Calvin Harris ft. Pharrell Williams, Katy Perry & Big Sean        | Feels                              | 6                         |
| 2462 | 15 juli      | Dua Lipa                                                          | New Rules                          | 1(1wk)                    |
| 2463 | 22 juli      | Coldplay ft. Big Sean                                             | Miracles (Someone Special)         | 30                        |
| 2464 | 29 juli      | Kensington                                                        | Fiji                               | 31                        |
| 2465 | 5 augustus   | J Balvin & Willy William                                          | Mi gente                           | 1(5wk)                    |
| 2466 | 12 augustus  | The Script                                                        | Rain                               | 3                         |
| 2467 | 19 augustus  | Pink                                                              | What About Us                      | 1(7wk)                    |
| 2468 | 26 augustus  | Justin Bieber + BloodPop®                                         | Friends                            | 6                         |
| 2469 | 2 september  | Taylor Swift                                                      | Look What You Made Me Do           | 7                         |
| 2470 | 9 september  | CNCO & Little Mix                                                 | Reggaetón lento (Remix)            | 2                         |
| 2471 | 16 september | ZAYN ft. Sia                                                      | Dusk Till Dawn                     | 3                         |
| 2472 | 23 september | Sam Smith                                                         | Too Good at Goodbyes               | 5                         |
| 2473 | 30 september | Niall Horan                                                       | Too Much to Ask                    | 12                        |
| 2474 | 7 oktober    | Kygo ft. Justin Jesso                                             | Stargazing                         | 2                         |
| 2475 | 14 oktober   | Imagine Dragons                                                   | Whatever It Takes                  | 11                        |
| 2476 | 21 oktober   | Post Malone ft. 21 Savage                                         | Rockstar                           | 4                         |
| 2477 | 28 oktober   | P!nk ft. Eminem                                                   | Revenge                            | 24                        |
| 2478 | 4 november   | Selena Gomez x Marshmello                                         | Wolves                             | 2                         |
| 2479 | 11 november  | David Guetta & Afrojack ft. Charli XCX and French Montana         | Dirty Sexy Money                   | 18                        |
| 2480 | 18 november  | Rita Ora                                                          | Anywhere                           | 7                         |
| 2481 | 25 november  | Jacob Banks                                                       | Unknown (to You) (Timbaland Remix) | 29                        |
| 2482 | 2 december   | Bastille                                                          | World Gone Mad                     | 27                        |
| 2483 | 9 december   | Martin Garrix & David Guetta ft. Jamie Scott & Romy Dya           | So Far Away                        | 7                         |
| 2484 | 16 december  | Dua Lipa ft. Chris Martin                                         | Homesick                           | 2                         |
| 2485 | 23 december  | Eminem ft. Ed Sheeran                                             | River                              | 3                         |
| 2486 | 30 december  | P!nk                                                              | Beautiful Trauma                   | 14                        |

1969 ·
1970 ·
1971 ·
1972 ·
1973 ·
1974 ·
1975 ·
1976 ·
1977 ·
1978 ·
1979 ·
1980 ·
1981 ·
1982 ·
1983 ·
1984 ·
1985 ·
1986 ·
1987 ·
1988 ·
1989 · 
1990 · 
1991 · 
1992 · 
1993 · 
1994 · 
1995 · 
1996 · 
1997 · 
1998 · 
1999 · 
2000 · 
2001 · 
2002 · 
2003 · 
2004 · 
2005 · 
2006 · 
2007 · 
2008 · 
2009 ·
2010 ·
2011 ·
2012 ·
2013 ·
2014 ·
2015 ·
2016 ·
2017 ·
2018 ·
2019 ·
2020 ·
2021 ·
2022 ·
2023 ·
2024 ·
2025